# Akka (traghetto)
Akka è un traghetto appartenente alla compagnia di navigazione tedesca TT-Line ed in servizio per Superfast Ferries.

## Servizio
Varato il 19 agosto 2000 nel cantiere navale SSW Fähr und Spezialschiffbau GmbH di Bremerhaven dalla madrina Briargate Oetcker e consegnato il 16 luglio 2001 alla TT-Line, prende servizio nel collegamento tra Trelleborg e Travemünde a partire dal 23 luglio dello stesso anno.
Il 16 marzo 2002 si arena durante la navigazione a causa di un'avaria ai motori, non riportando gravi danni allo scafo.
Dal 28 agosto al 5 settembre 2002 vengono riscontrati problemi agli azipod e viene trasferito nel cantiere navale Lloyd Werft di Bremerhaven. Dal 7 settembre riprende il regolare servizio.
A marzo 2006 viene rimotorizzato nel cantiere navale Aker Finnyard di Helsinki. Dall'8 aprile riprende il servizio.

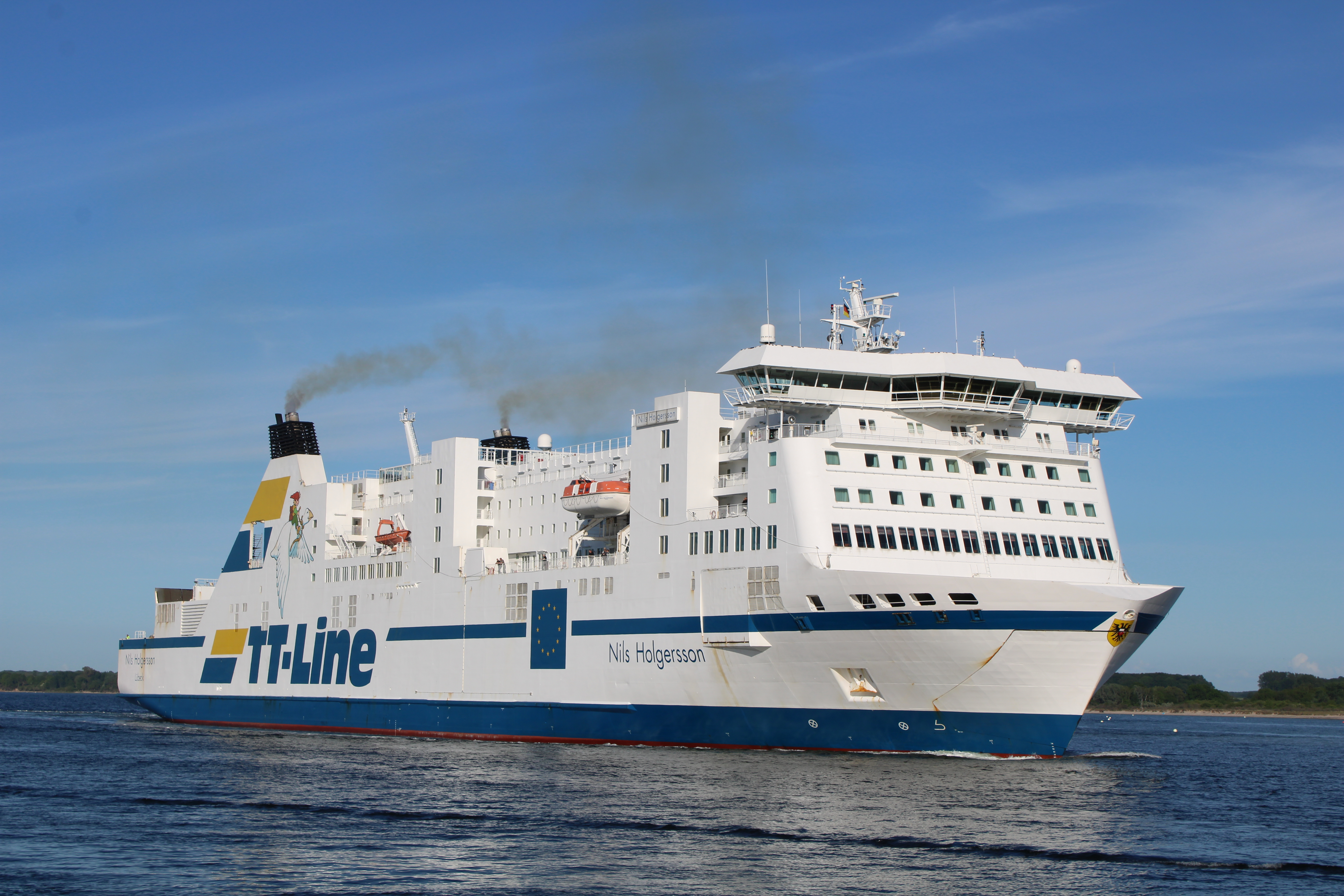
Il Nils Holgersson in navigazione.

Il 3 maggio 2012 entra in collisione con l'Urd durante le manovre a Travemünde, subendo danni alla prua.
Dal 5 al 25 maggio viene quindi riparato nel cantiere navale Öresundsvarvet di Landskrona.
Dal 12 dicembre 2015 al 10 gennaio 2016 torna nel cantiere navale Öresundsvarvet di Landskrona per installare gli scrubber al fumaiolo. Dall'11 gennaio torna in servizio.
Il 5 febbraio 2022 arriva a Klaipeda, dove viene sottoposto a lavori di manutenzione e revisione. Il 7 febbraio viene ribattezzato Akka e dal 9 torna in servizio.
Dal 29 aprile al 5 febbraio 2023 viene utilizzato per trasportare un gruppo di finlandesi da Naantali a Klaipeda. Dopodiché prende servizio sulla Klaipeda-Karlshamn-Trelleborg-Swinoujscie-Rostock-Travemünde.
A gennaio 2025 viene noleggiato alla greca Superfast Ferries, giungendo ad Astakos il 5 febbraio dove monta la livrea del nuovo armatore.
Il 12 febbraio 2025 salpa per Patrasso, prendendo servizio il 15 febbraio sulla Patrasso-Igoumenitsa-Venezia.

## Navi gemelle
- Tinker Bell (ex Peter Pan)